# Arrondissement
Un arrondissement és una divisió administrativa de certs països de parla francesa.
El terme també s'utilitza en francès per traduir noms genèrics de subdivisions territorials equivalents en altres països que no parlen francès.
Als països de parla francesa, un arrondissement és:
- o una subdivisió administrativa d'una entitat territorial més gran (per exemple, un departament),
- o una subdivisió d'una ciutat prou gran

Als països que parlen neerlandès, un arrondissement pot designar una subdivisió judicial.

## País que utilitza el terme tal qual

### Bèlgica

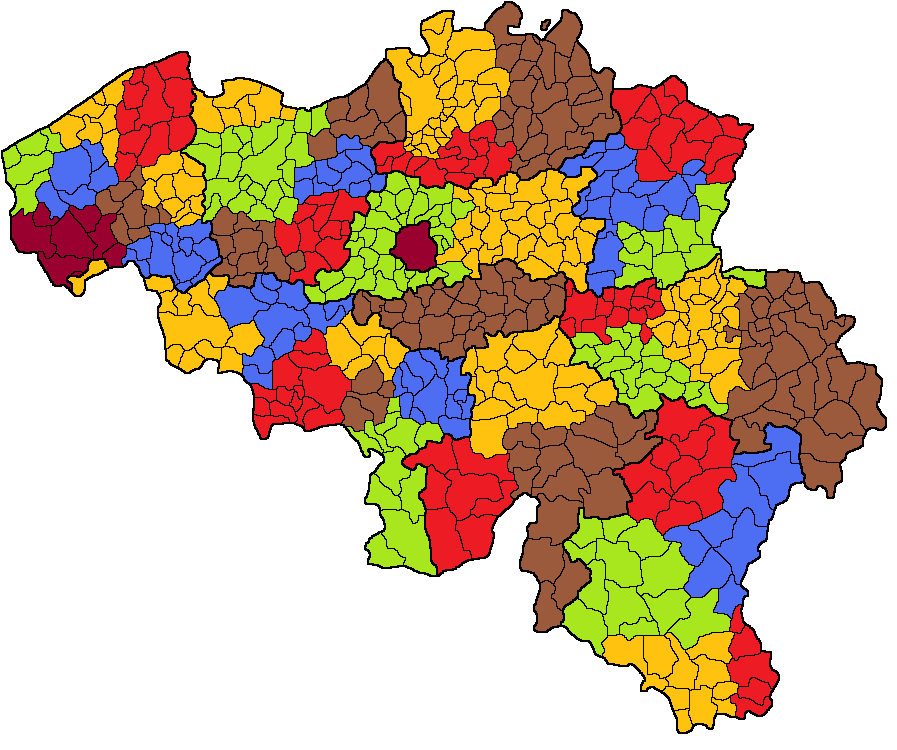
Els arrondissements belgues

A Bèlgica, el terme designa tres subdivisions del territori:
- Arrondissements administratius, que són una divisió administrativa intermèdia entre el municipi i la província;
- els arrondissements electorals que constitueixen els districtes electorals utilitzats per a l'elecció dels parlaments de les entitats federades belgues: regions i comunitats;
- districtes judicials.

### Benin
A Benín, l’arrondissement és una subdivisió administrativa dels municipis.

### Canadà
Al Quebec les ciutats de Grenville-sur-la-Rouge, Lévis, Longueuil, Métis-sur-Mer, Montreal, Quebec, Ville de Saguenay i Sherbrooke es divideixen en arrondissements. El representant elegit que dirigeix un arrondissement de vegades porta el títol de president (és el cas del Quebec), de vegades el d’alcalde. A Montreal (excepte al districte de Ville-Marie), els alcaldes de l’arrondissement són elegits per sufragi universal, de la mateixa manera que els alcaldes municipals.
A la resta del Quebec, el concepte de d’'arrondissement s'anomena municipi regional de comtat (en anglès Regional County Municipality, MRC) i serveix com a mitjà per agrupar diversos municipis locals, però el nom de MRC no és estrictament complementari: un municipi local pot contenir al mateix temps una estructura anomenada “arrondissement” i formar part d’un MRC amb altres municipis locals, si és prou petit (les dues ciutats més petites de la llista anterior). Els MRC que combinen diverses ciutats tenen una població d'entre 4.000 i 150.000 persones. Les grans ciutats tenen, individualment, els poders d’un MRC i de vegades s'anomenen MRC, però normalment no.

### Congo
A la República del Congo, els arrondissements subdivideixen les principals ciutats.

### França
A França, hi ha tres tipus d'arrondissements:
- Els 342 arrondissements departamentals[6]són subdivisions de departaments, administrades cadascuna per un subprefecte encarregat d’assistir el prefecte del departament. Per exemple, el departament d'Ain es divideix entre els arrondissements de Belley, Bourg-en-Bresse, Gex i Nantua;
- Els arrondissements municipals són subdivisions dels municipis de París, Lió i Marsella.[7][8]
- Els arrondissements marítims defineixen les zones d'influència de les prefectures marítimes a la costa francesa.

### Haití
A Haití, cadascun dels deu departaments se subdivideix en arrondissements. L'arrondissement és un districte administratiu, subdivisió del departament; se subdivideix en comunes, elles mateixes subdividides en seccions comunals.

### Marroc
Al Marroc, l'arrondissement és una subdivisió administrativa de sis grans municipis (urbans) de més de 500 000 habitants en el darrer cens del 2004:
- Rabat, Casablanca, Fes i Marràqueix (ciutats amb les particularitats de dividir-se en dos municipis: aquell on es troba un palau reial, i l'altre que l'envolta);
- Salé i Tànger.

### Níger
Al Níger, els departaments se subdivideixen en arrondissements.

### Països Baixos

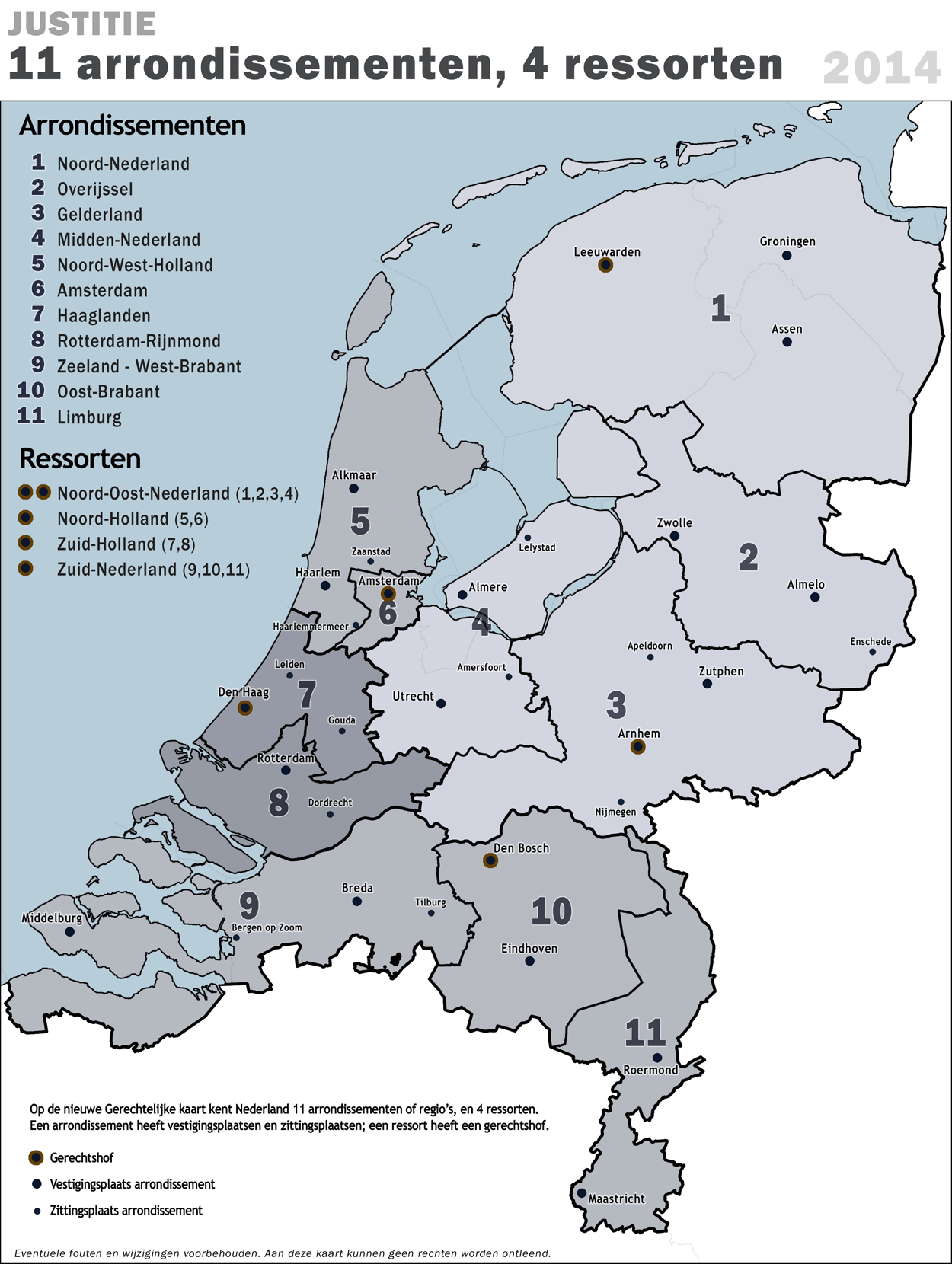
Arrondissements als Països Baixos, 2014

Als Països Baixos, un arrondissement és una subdivisió judicial que agrupa diversos municipis.

### Senegal
Al Senegal, els departaments se subdivideixen en arrondissements.

### Suïssa
- La ciutat de Zúric té 12 arrondissements.

## Països en els quals s'utilitza "arrondissement" com a traducció
Els termes següents es tradueixen generalment per " arrondissement " en francès:
- Algèria: Daïra;
- Alemanya: Kreis o Landkreis; en el cas d’una Bezirk
- Austràlia: Burough (només a Victoria)
- Àustria: Bezirk en el cas d'una ciutat (per exemple, els districtes de Viena);
- Corea del Sud: 구 (gu): "Districte" o gu de Seül;
- Estats Units: Traducció al francès de Borough dels barris de Nova York;
- Iran: el mantagheh és la subdivisió d'un shahrdāri o municipi;
- Japó:区(ku, veure districtes del Japó i districtes especials de Tòquio);
- Mèxic: delegació, per a una subdivisió de Mèxic;
- Polònia: powiat;
- Rússia: округ (okroug):
  - федеральный округ (federalniï okrug), arrondissement federal - Rússia se subdivideix en 8 arrondissements federals, cadascun compost per diversos Óblasts i / o repúbliques nacionals,
  - городской округ (gorodskoy okroug), districte urbà: un dels noms d'un municipi,
  - муниципальный округ (mounitsipalnyï okrug), arrondissement municipal - un municipi, i també una subdivisió de Moscou;
- Vietnam:
  - quận (districte), a les grans ciutats (per exemple, el 1er districte de la Ciutat Ho Chi Minh),
  - huyện, fora de les ciutats.